# Плагіозаври
Плагіозаври (Plagiosauroidea) — надродина викопних земноводних ряду Темноспондили (Temnospondyli). Відрізняються коротким, але дуже широким плоским черепом, ширина якого може в 2,5 рази перевершувати довжину. Ширина черепа від 20 до 70 см.
Від усіх інших темноспондилів їх легко відрізнити за такими ознаками: сильно закруглений і пропорційно найплоскіший череп серед усіх груп ряду (особливо виражено у роду героторакс); дуже великі очниці і маленькі ніздрі, за розміром зіставні з отвором тім'яного ока; вушні вирізки відсутні повністю. Винятком була лейдлерія, що мала трикутної форми череп і великі ніздрі. Тіло у плагіозавров коротке і плоске, покрите панциром; передні кінцівки дуже слабкі, задні сильніші. Ймовірно, вони використовувалися для плавання. Плагіозаври мали гастралії, звані також черевними ребрами, присутні ще й, як не дивно, у динозаврів. У плагіозаврів були зовнішні зябра: судячи з усього, ці амфібії були малорухомими донними істотами, проте в свій час вони були широко поширені. Найкраще вивчені плагіозаври з верхнього тріасу Європи, хоча також вони відомі з Таїланду, Австралії та з інших місць. Максимальна довжина плагіозаврів — до 2,5 метрів, роду героторакс — 1 метр.

## Класифікація
Надродина містить 2 родини:
- Plagiosauridae
- Laidleriidae

## Ресурси Інтернету
- Warren ? Laidleria uncovered: a redescription of Laidleria gracilis Kitching (1957), a temnospondyl from the Cynognathus Zone of South Africa[недоступне посилання з квітня 2019] // Zool. J. Linnean Society. - 1998. - Vol. 122. - P. 167–185.
- Yates ? & Warren ? The phylogeny of the 'higher' temnospondyls (Vertebrata: Choanata) and its implications for the monophyly and origins of the Stereospondyli[недоступне посилання з квітня 2019] // Zool. J. Linnean Society. - 2000. - Vol. 128. P. 77-121.

| Жаба | Це незавершена стаття з герпетології. Ви можете допомогти проєкту, виправивши або дописавши її. |